# Койяанискаци
«Кояанискаци» (Koyaanisqatsi; Жизнь, выведенная из равновесия) — документальный фильм Годфри Реджио с музыкой композитора Филипа Гласса и киносъёмками Рона Фрике. Лента содержит большое количество фрагментов, снятых по технологии замедленной киносъёмки. Фильм полностью лишён дикторского текста и актёрской речи, однако его музыкальное оформление, на которое опирается сюжет, имеет в повествовании такое же значение, как и видеоряд, и фактически создаёт атмосферу фильма.
Это первый из трилогии фильмов «Каци», показывающей с различных сторон взаимодействие человека, природы и технологии. Другие две ленты трилогии: «Поваккаци» и «Накойкаци». Более десятилетия из-за лицензионных ограничений фильм «Койяанискаци» не издавался, так как Филип Гласс и его ансамбль гастролировали с ним, вживую исполняя музыку прямо перед киноэкраном во время показов.
Кояанискаци (ko.yaa.nis.qatsi) на языке индейцев хопи означает:
1. сумасшедшая жизнь;
2. жизнь в беспорядке;
3. жизнь вне равновесия;
4. разрушение жизни;
5. состояние жизни, которое диктует новые условия существования.

## Сцены
Фильм состоит из нескольких эпизодов, каждый из которых отмечен индивидуальным музыкальным сопровождением. Однако всё же музыка нередко возвращается из более ранних сюжетов и, трансформируясь, перекликается с новыми темами. На DVD фильм разделён на главы по названиям музыкальных отрывков.
Первая сцена изображает наскальную живопись в пещере. Видно несколько высоких тёмных фигур, стоящих около другой более высокой фигуры, которая украшена короной. Следующая картина — это крупный план взлетающей ракеты «Сатурн-5» миссии «Аполлон-12». Далее изображение постепенно выцветает, и съёмка переключается на одинокий пустынный пейзаж, вслед за которым идёт изображение явлений внешней среды, таких как образование облаков и волн.

### Resource
Горные взрывы и большой карьерный самосвал, испускающий клубы чёрного дыма в сюжете, озаглавленном «Resource» (природные богатства), представляет первое в фильме проявление деятельности человека, его участия в изменении окружающей среды. План сменяют кадры проложенной в пустыне линии электропередач. Продолжается воздействие человека на природу. Это изображается картинами добычи полезных ископаемых, воздушными съёмками электростанций, плотины Гувера и архивными кадрами ядерного взрыва в пустыне Невады.

### Vessels
Следующий сюжет, на саундтреке озаглавленный Vessels, содержит наиболее длинный в фильме единый план: три минуты тридцать две секунды съёмок двух рулящих около взлётной полосы пассажирских «Боинга-747» авиакомпании «United Airlines». Также в «Vessels» включено изображение потоков автотранспорта и огромной автомобильной стоянки. Кадры с огромным количеством выстроенных рядами танков, летящие над пустыней военные самолёты, архивные кадры военных действий, взрывы попадающих в цель ракет и бомб.

### Cloudscape
Сопоставление природы и человека вновь отмечается в главе «Cloudscape». Метод покадровой съёмки ускоряет время и делает заметным движение теней от облаков, как те проползают по нью-йоркским небоскрёбам.

### Pruitt Igoe
Эпизод Pruitt Igoe посвящён съёмкам домов, находящихся в состоянии крайнего упадка. В сюжете показаны десятки заброшенных полуразрушенных многоквартирных домов с разбитыми стёклами, выломанными дверями. Стены разрисованы граффити. На улицах горами лежит мусор. Приготовленные на снос здания — последствия потерпевшего неудачу проекта строительства жилого комплекса Прюит-Игоу в Сент-Луисе. Известный своим современным (на момент постройки) дизайном комплекс быстро оказался в плачевном состоянии из-за непродуманно высокой плотности заселения маргинализированными безработными людьми, вызвавшей его упадок.
Сюжет заканчивается картинами разрушения огромных зданий.

### Slow People
Фрагмент, известный как Slow People, начинается с показа в ускоренном времени быстро меняющейся толпы людей, которые, по-видимому, ожидают в очереди. Потом снова показываются люди, но уже в замедленном времени, они шагают по улицам города. И наконец камера снимает неподвижных людей.

### The Grid
The Grid («Сеть») — самый длинный эпизод фильма, его продолжительность около 22 минут. Тема сюжета — скорость современной жизни. Повествование начинается со съёмки зданий и заката, отражающегося в зеркальных стенах небоскрёбов. Эпизод характерен активным использованием эффекта ускорения времени, который достигается при замедленной киносъёмке всевозможных проявлений современной городской жизни.
Зафиксированные в этом сюжете события касаются людей, взаимодействующих с современной техникой. Первые кадры — оживлённое уличное движение, транспортные потоки, наблюдаемые ночью с небоскрёба. Вид Луны, проходящей позади небоскрёба. Следующие кадры — это близкая съёмка мчащихся по магистрали машин. Солнце поднимается над городом, и мы видим спешащих на работу людей.
Механизм однообразно быстро упаковывает колбасу. И люди так же чётко и быстро сортируют почту, шьют джинсы, собирают телевизоры на конвейере и выполняют другую монотонную работу с помощью современных достижений технологии. За кадрами съезжающих с конвейера друг за другом в несколько рядов сосисок следуют съёмки поднимающихся на эскалаторах такими же рядами людей. Неистовая скорость, темп смены планов и фоновая музыка не замедляются и во время показа способов современного досуга. Люди едят, развлекаются, совершают покупки и работают с одной и той же безумной скоростью.

### Ending
Сюжет «Ending» («Завершение») снова обращается к архивной киносъёмке начала 1960-х годов. Изображается взлёт усовершенствованной беспилотной ракеты «Атлас» программы «Меркурий». Ракета взрывается вскоре после старта, и камера фиксирует, как объятый пламенем двигатель ракеты, кувыркаясь, падает назад на землю. Так повествование фильма проходит полный круг, завершаясь съёмками наскальной живописи. Это происходит уже в другой пещере, и фигуры там уже не тёмные, как были в начале, а все они нарисованы облачёнными в различные одежды.
В эпилоге приводится перевод пророчеств индейцев Хопи, воспетых в фильме:

«Если мы будем выкапывать богатства из земли, мы навлечём беду».

«Незадолго до Дня Очищения паутины пронизают небеса».

«Урна с пеплом однажды может быть сброшена с небес, и сгорит от неё земля, и вскипят океаны».

## Музыка
Всю звучащую в фильме музыку написал американский композитор-минималист Филип Гласс специально для фильма.
Саундтрек был выпущен в 1983 году. В 1998 году альбом был переиздан и содержал два новых трека, не включённых в оригинальный альбом. Продолжительность звучания остальных музыкальных тем из фильма была увеличена.
Оригинальный альбом был выпущен в одно время с релизом фильма и принёс Глассу всемирную известность. Во время проката фильма композитор ездил вместе с Ансамблем Филипа Гласса и исполнял музыку из фильма прямо во время показа перед киноэкраном в кинотеатрах.